# Homoneura semibrunnea
Homoneura semibrunnea är en tvåvingeart som först beskrevs av de Meijere 1916.  Homoneura semibrunnea ingår i släktet Homoneura och familjen lövflugor. Inga underarter finns listade i Catalogue of Life.